# Армейский корпус
Армейский корпус (ак) — постоянное оперативно-тактическое формирование (соединение, корпус) в сухопутных войсках вооруженных сил различных государств, основу которого составляют моторизованные стрелковые (пехотные) соединения (мотострелковая дивизия, бригада) и части других родов войск и спецвойск.
Армейский корпус предназначен для выполнения задач военной службы, и, как правило, входит в состав армии (полевой армии), ранее состоял из всех родов оружия, имел собственное управление и был способен к самостоятельным военным операциям. Может быть отдельным, иметь названия по номеру (римские и арабские цифры), по командирам, по местностям. Имеются во многих вооружённых силах государств мира. В ВС США, например, он предназначен для решения оперативно-тактических задач в рамках операции полевой армии (группы армий) или оперативных задач при действиях на отдельном операционном направлении. В различных вооружённых силах именовался пехотный корпус, стрелковый корпус.

## История
Корпус, в качестве высшего войскового тактического соединения (корволант фр. corps volant — «летучий корпус»), появляется в начале XVIII века в ВС России, во Франции в XIX веке, позже — и в других государствах. Состоял, как правило, из двух дивизий и включал в себя различные рода оружия и предназначался для действий в тылу противника, перехвата его коммуникаций, его преследования и уничтожения.

### Россия

#### Имперский период
С начала XIX века корпус оформляется в войсковую тактическую и административную единицу, включающую все рода оружия вооружённых сил государства: пехоту (инфантерию), артиллерию, кавалерию и инженерию. Корпуса подразделялись на дивизии и бригады. Руководил корпусом штаб во главе с командиром корпуса. В мирное время основная задача корпуса — организация обучения и поддержание боевой готовности войск. Во время войны корпус являлся тактической единицей, осуществлявшей самостоятельные военные действия в составе полевой армии. Корпус, действовавший во время войны самостоятельно, назывался отдельным. Особую категорию составляли кавалерийские корпуса. Являясь тактическим соединением кавалерии с артиллерией, они служили стратегическим резервом действующей армии. Поэтому пять сформированных в 1812 году кавалерийских корпусов назывались резервными, хотя входившие в них дивизии и полки были действующими.
В первой половине XIX века корпусная организация войск составляла основу военного управления вооружённых сил. Общее число корпусов изменялось от пяти в 1810 году до двадцати в 1825 году (из них восемь отдельных: Гвардейский, Гренадерский, Кавказский, Финляндский, Литовский, Оренбургский, Сибирский, и внутренней стражи). В 1833 году число корпусов было уменьшено до пятнадцати. На период Восточной (Крымской) войны (1855—1856 годов) было создано три новых корпуса, а после её окончания расформировано четыре корпуса.
По окончании Крымской войны было предположено устроить юнкерские школы во всех армейских корпусах, но, за недостатком денежных средств в военном ведомстве России и неудобством организации военно-учебных заведений при корпусных штабах, передвигавшихся вместе с войсками с места на место, таких школ было открыто всего три.
Армейские и кавалерийские корпуса упразднены в 1862—1864 годах в связи с военно-окружной реформой (Милютина). Однако преимущества корпусной организации в деле подготовки войск и усиления их боевой готовности привели к воссозданию армейских корпусов в 1874—1879 годах. Каждый корпус включал в себя управление, две или три пехотных и одну кавалерийскую дивизии с артиллерией.

##### Армейский корпус (1876—1918 годы)
Формирование армейских корпусов началось с 1 ноября 1876 года. 1-й — 15-й корпуса принимали участие в русско-турецкой войне 1877—1878 годов.
В русской армии на 1890 год имелись армейские корпуса следующего состава:
- 1-й армейский корпус — 3 пехотные дивизии;
- 2-й, 3-й, 4-й, 5-й, 6-й, 7-й, 8-й, 9-й, 10-й, 11-й, 12-й, 14-й и 15-й армейские корпуса — по 2 пехотные и 1 кавалерийской дивизии;
- 13-й, 16-й и 17-й армейские корпуса — 2 пехотные дивизии,
- Кавказский армейский корпус — 1 гренадерская, 2 пехотных и 2 кавказские казачьи дивизии, 2 пеших пластунских батальона и 2 батареи кубанского казачьего войска.

Численность армейского корпуса Русской армии в 1905 году около 30 000 человек.
С 1912 года утверждены нормы снабжения армейских корпусов средствами связи. Согласно нормам, на каждый армейский корпус из двух пехотных дивизий (по 8 полков), сапёрного батальона (телеграфная рота, три сапёрные роты) и отделения полевого инженерного парка приходились 20 телеграфных, 193 телефонных аппарата и 333 версты кабеля.
К 1914 году число корпусов достигло 37. К началу Первой мировой войны корпусная организация охватывала почти все полевые войска, за исключением крепостной артиллерии, некоторых казачьих частей и войск Семиреченской области.
Накануне Первой мировой войны армейские корпуса состояли из двух пехотных и одной кавалерийской (или казачьей) дивизий, а также корпусной артиллерии (120—176 орудий). Состав и количество других войск, входивших в корпуса (стрелковые бригады, сапёрные, понтонные и обозные батальоны, искровые и воздухоплавательные роты, продовольственные, санитарные и другие тыловые учреждения), определялись в разных корпусах по-разному и зависели от потребностей армий, в состав которых корпуса входили в военное время. За время Первой мировой войны число корпусов было увеличено до 50-ти. После Февральской революции 1917 года в вооружённых силах создавались национальные воинские части. В июле 1917 года на основе 1-й Польской стрелковой дивизии сформирован Польский стрелковый корпус, действовавший в районе города Могилева. Армейские корпуса вели бои на всех фронтах. Расформированы в 1918 году.
- Экспедиционный корпус Русской армии во Франции
- Чехословацкий корпус
- 1-й армейский корпус (ВСЮР)

#### Советский период
В РККА армейских корпусов не было, были стрелковые корпуса — соединение, состоящее из нескольких соединений, частей и подразделений.
В 1922 году внесены изменения в организационную структуру стрелковых войск Красной Армии. Бригада, как самостоятельное соединение, упразднена. Высшим войсковым соединением стал корпус в составе двух-трёх дивизий. В дивизиях количество полков сокращено с девяти до трёх. Новая организация при сокращении армии в тот период позволила сохранить максимальное количество дивизий. Со второй половины 1922 года в Киевском военном округе началось формирование стрелковых корпусов — 6-го, 7-го, 8-го, 14-го.(1)
Приморский стрелковый корпус был сформирован приказом командующего войсками Народной Республиканской Армии Дальневосточной Республики № 653 от 2 ноября 1922 года, в городе Чита. Приказом командующего войсками 5-й Краснознамённой армии Уборевича № 213 от 25 декабря 1922 г. корпус получил наименование 17-го Приморского ск.(1с) (ЦГАСА. Ф.900; 851 д.; 1922—1940 гг.)
На 1923 год:
- 2-й стрелковый корпус
  - 14-я Московская стрелковая дивизия;
  - 18-я Ярославская стрелковая дивизия;
  - 48-я Тверская стрелковая дивизия;
- 3-й стрелковый корпус (командир — опытный и боевой военачальник В. Ф. Грушецкий)
  - 6-я Орловская стрелковая дивизия;
  - 17-я Нижегородская стрелковая дивизия;
  - 19-я Воронежская стрелковая дивизия;
- 6-й стрелковый корпус
  - 15-я Сивашская стрелковая дивизия;
  - 51-я Перекопская стрелковая дивизия;
- 7-й стрелковый корпус
  - 25-я стрелковая дивизия имени В. И. Чапаева;
  - 30-я Иркутская стрелковая дивизия имени ВЦИК;
- 8-й стрелковый корпус
  - 44-я Киевская стрелковая дивизия;
  - 100-я стрелковая дивизия;
- 10-й стрелковый корпус, под командованием героя Октябрьской революции и гражданской войны П. Е. Дыбенко;[8]
- 14-й стрелковый корпус
  - 7-я Черниговская стрелковая дивизия;
  - 45-я Волынская стрелковая дивизия;
- 17-й Приморский стрелковый корпус

В 1920-х годах стрелковый корпус в Красной Армии включал в себя:
- штаб корпуса, управление начальника артиллерии, часть военнохозяйственного снабжения, корпусный инженер, военный трибунал, особый отдел;
- три стрелковых дивизии;
- артиллерийский дивизион (полк);
- технические войска[5].

36. … Несколько стрелковых дивизий (от 2 до 4) составляют стрелковый корпус.
Стрелковый корпус имеет свои штатные средства усиления и является высшим тактическим соединением, способным самостоятельно действовать в течение продолжительного времени.— Глава вторая «Организация войск РККА» 1. Рода войск и их боевое применение, Полевой устав РККА (ПУ-39)
Позднее стрелковый корпус состоял из двух стрелковых дивизий, артиллерийского полка, зенитно-артиллерийского дивизиона, батальона связи, сапёрного батальона и авиаэскадрильи. Штатная численность личного состава стрелкового корпуса на 17 августа 1940 года составляла около 15 000 человек. Стрелковые корпуса как правило входили в состав армий (общевойсковых).
К началу Великой Отечественной войны, в РККА было 62 стрелковых корпуса.
СК накануне Великой Отечественной войны являлся высшим тактическим соединением сухопутных войск (пехоты). Он был в состоянии, как представлялось, по «Теории глубоких операций», самостоятельно и в полном объёме решать тактические задачи: в наступлении — на всю глубину прорывать тактическую зону обороны противника, в обороне — стойко удерживать обе полосы тактической зоны обороны. Организационно он состоял из управления, двух-трёх стрелковых дивизий, двух корпусных артиллерийских полков, отдельного зенитного артиллерийского дивизиона, сапёрного батальона, батальона связи и частей тыла. Всего по штату в ск трёх дивизионного состава насчитывалось свыше 50 000 человек, 516 орудий (в том числе 162 противотанковых и 48 зенитных), 450 миномётов.
Высокоманёвренный характер боевых действий начального периода войны, большие потери вооружения, боевой техники, запасов материальных средств на складах, личного состава и командных кадров, начавшееся формирование резервных частей и соединений привели к пересмотру структуры действующей армии и необходимости внесения существенных изменений в организацию стрелковых и других соединений. По директиве Ставки ВГК от 15 июля 1941 г. корпусное звено управления расформировывалось. Корпуса в основной своей массе были расформированы, к концу 1941 г. из имевшихся 62-х корпусных управлений осталось лишь 6, основной тактической единицей пехоты стала дивизия, а подвижных войск и кавалерии — бригада. Однако, при подготовке контрнаступления под Москвой, вновь было учреждено соединение кавалерии в виде корпуса. Вновь учреждаются и стрелковые корпуса. В 1942 году в наступлении на Харьков принимал участие новый тип соединения подвижных войск — танковый корпус (апрель 1942 года), по своему составу, однако, аналогичный механизированному. Танковые корпуса обычно составляли фронтовой резерв. С 1943 года с началом формирования крупных подвижных соединений — танковых армий — танковые корпуса были введены в их состав и составляли их главную ударную силу.
Позднее были сформированы следующие корпуса:
- Особый стрелковый корпус;
- 1-й стрелковый корпус — 135-й стрелковый корпус;
- 1-й гвардейский стрелковый корпус — 41-й гвардейский стрелковый корпус;
- 73-й стрелковый Силезский корпус;
- Чехословацкий армейский корпус

В 1980-х годах армейский корпус Сухопутных войск СССР входил непосредственно в состав военного округа (группы войск) либо общевойсковой армии, состоял из 1-3 мотострелковых дивизий, мог также включать в себя танковую дивизию.
Перечень армейских корпусов Советской армии в 1980-х годах:
- 5-й гвардейский армейский корпус (БВО)
- 12-й армейский корпус (СКВО)
- 13-й гвардейский армейский корпус (МВО)
- 17-й армейский корпус (САВО)
- 25-й армейский корпус (ДальВО)
- 26-й армейский корпус (ЛенВО)
- 28-й армейский корпус (ЦГВ)
- 30-й гвардейский армейский корпус (ЛенВО)
- 31-й армейский корпус (ЗакВО)
- 32-й армейский корпус (ОдВО)
- 33-й армейский корпус (СибВО)
- 34-й армейский корпус (СКВО)
- 36-й армейский корпус (ТуркВО)
- 42-й армейский корпус (СКВО)
- 43-й армейский корпус (ДальВО)
- 48-й гвардейский армейский корпус (ЗабВО)

#### Федеральный период
- 3-й армейский корпус, штаб-квартира н/д;
- 8-й гвардейский армейский корпус, штаб Волгоград, командир с июня 1993 года Л. Я. Рохлин;
- 11-й армейский корпус, штаб Калининград;
- 12-й армейский корпус штаб Краснодар на 1990 год командир генерал-майор Н. Крутько, начальник штаба генерал-майор Люфи, Ян Кичо
- 14-й армейский корпус ОСК «Северный флот», штаб Мурманск
- 22-й армейский корпус, штаб Симферополь
- 42-й армейский корпус, штаб Владикавказ
- 55-й армейский корпус, штаб Борзя (сформирован в 1989 г. на базе 36-й армии ЗабВО. В марте 1998 г. вновь переформирован в 36-ю армию СибВО);
- 57-й армейский корпус, штаб Улан-Удэ;
- 68-й армейский корпус, штаб Южно-Сахалинск;

### Армейские корпуса в ВС других государств
К 1 января 1889 года в Великобритании в мирное время корпусов не было, в военное же их должно было быть 8; в Турции — 7; в Румынии — 4; в Бельгии только в военное время образуются 3; в Испании — корпуса предполагалось формировать только на время войны; в прочих европейских государствах корпусов нет ни в мирное, ни в военное время. Во время Холодной войны в ФРГ был расположен 1-й армейский корпус в составе Британской рейнской армии.

#### Австро-Венгрия
К 1 января 1889 года корпусов имелось — 15. В мирное время их количество соответствовало количеству военных округов. Корпус обычно включал в себя две пехотные дивизии, кавалерийскую дивизию/бригаду и два артиллерийских полка
- 1-й армейский корпус (штаб-квартира Краков);
- 2-й армейский корпус (штаб-квартира Вена);
- 3-й армейский корпус (штаб-квартира Грац);
- 4-й армейский корпус (штаб-квартира Будапешт);
- 5-й армейский корпус (штаб-квартира Прессбург);
- 6-й армейский корпус (штаб-квартира Кошице);
- 7-й армейский корпус (штаб-квартира Темешвар);
- 8-й армейский корпус (штаб-квартира Прага);
- 9-й армейский корпус штаб-квартира Йозефштадт (Литомержице?);
- 10-й армейский корпус (штаб-квартира Пшемысль);
- 11-й армейский корпус (штаб-квартира Лемберг);
- 12-й армейский корпус (штаб-квартира Германнштадт);
- 13-й армейский корпус (штаб-квартира Аграм);
- 14-й армейский корпус (штаб-квартира Иннсбрук);
- 15-й армейский корпус (штаб-квартира Сараево);
- 16-й армейский корпус (штаб-квартира Зара);

#### Армения
- 1-й армейский корпус Сухопутных войск Армении;
- 2-й армейский корпус Сухопутных войск Армении;
- 3-й армейский корпус Сухопутных войск Армении;
- 4-й армейский корпус Сухопутных войск Армении;
- 5-й армейский корпус Сухопутных войск Армении;

#### Афганистан
- 215-й армейский корпус Сухопутных войск Вооруженных сил Афганистана, штаб-квартира Гельменд

#### Германия
К 1 января 1889 года в кайзеровской армии (вооружённых силах) имелось корпусов — 18;
- 1-й армейский корпус (I. Armeekorps) — 18-й армейский корпус (XVIII. Armeekorps);

Соединения Вермахта:
- 1-й армейский корпус;
- 7-й армейский корпус;
- 8-й армейский корпус;
- 9-й армейский корпус;
- 10-й армейский корпус;
- 11-й армейский корпус;
- 12-й армейский корпус;
- 13-й армейский корпус;
- 63-й армейский корпус;
- 64-й армейский корпус;
- 65-й армейский корпус;
- 66-й армейский корпус;
- 67-й армейский корпус;
- 68-й армейский корпус;
- 69-й армейский корпус;
- 70-й армейский корпус;
- 71-й армейский корпус;
- 72-й армейский корпус;
- 73-й армейский корпус;
- 74-й армейский корпус;
- 75-й армейский корпус;
- 80-й армейский корпус;
- 81-й армейский корпус;
- 82-й армейский корпус;
- 83-й армейский корпус;
- 84-й армейский корпус;
- 85-й армейский корпус;
- 86-й армейский корпус;
- 87-й армейский корпус;
- 88-й армейский корпус;
- 89-й армейский корпус;
- 90-й армейский корпус;
- 91-й армейский корпус;
- 97-й армейский корпус;

#### Италия
К 1 января 1889 года корпусов имелось — 12. На данный момент существует 5 объединений корпусного уровня, из которых функционирует 1.

#### Румыния
К 1 января 1889 года в Румынии в мирное время армейских корпусов не было, а в военное должно было быть четыре. В 1920-х годах армейский корпус Вооружённых сил Румынии в свой состав включал:
- при корпусе — управления: комендантское, санитарное, интендантское, вооружения и огнеприпасов.
- штаб корпуса, ему подчиняются: секции прожекторная, радиотелеграфная, телеграфная, гаубичная станции, авиационный отряд. При штабе корпуса: начальник артиллерии, корпусный инженер, корпусный врач, корпусный интендант;
- три пехотных дивизиона;
- два дивизиона тяжёлой артиллерии (24 орудия);
- кавалерийская бригада;
- понтонная рота[5].

#### Украина
- 1-й армейский корпус, штаб-квартира г. Чернигов — в 1996 году преобразован в Северное оперативно-территориальное командование;
- 6-й армейский корпус, штаб-квартира г. Днепропетровск — в 2006 году преобразован в Оперативное командование «Юг»;
- 8-й армейский корпус, штаб-квартира г. Житомир — расформирован в марте 2015 года;
- 13-й армейский корпус, штаб-квартира г. Ровно — в 2013 году преобразован в Оперативное командование «Север»;
- 32-й армейский корпус, штаб-квартира г. Симферополь — в 2003 году преобразован в Командование войск береговой обороны;
- 38-й армейский корпус, штаб-квартира г. Ивано-Франковск — расформирован в 2003 году;

#### Франция
В составе Великой Армии к 1806 года было организовано семь армейских корпусов, каждый из которых вначале содержал 2—4 пехотные дивизии, бригаду или дивизию лёгкой кавалерии, 36—40 артиллерийских орудий и подразделения сапёров и тыловых обозов. Состав сил предполагал возможности для корпуса вести боевые действия в отрыве от основных сил, таким образом корпус представлял собой базовую оперативную единицу. Командир корпуса имел ранг маршала (генерал от инфантерии в русской армии) или дивизионного генерала (генерал-лейтенант в русской армии). Численность корпуса определялась возможностями и людскими ресурсами местности (от 20 до 70 000 солдат), где он формировался, но состав сил (пехота, кавалерия, артиллерия, обеспечение) был сбалансирован. Корпусная система позволяла вести военные действия широким фронтом на обширной территории.
К 1 января 1889 года корпусов имелось — 19. В дальнейшем их количество примерно соответствовало количеству военных округов. В корпус обычно входило две и более дивизии.
На начало XX столетия каждый корпус состоял из двух пехотных дивизий, одной бригады кавалерии, 6 пеших и двух конных батарей, одного парка артиллерийского, одной роты понтонной, одной роты сапёр, одного парка сапёрного, одного взвода санитаров, 6 амбулаторий, 8 колонн провиантских, депо обмундирования, депо ремонта и полевой хлебопекарни. Боевой состав корпуса = от 36 000 до 38 000 человек пехоты, 1 200 человек кавалерии и 114 орудий. В военное время корпуса смотря по надобности соединялись в армии.
В 1920-х годах армейский корпус Вооружённых сил Франции в свой состав включал:
- штаб корпуса (с управлениями начальника артиллерии, корпусного инженера, корпусного врача, корпусного интенданта), радио и телеграфный отряды;
- два линейных (пехотных) дивизиона;
- полк тяжёлой артиллерии (32 орудия);
- кавалерийский полк;
- полк танков (150 танков);
- эскадрилья самолётов;
- рота аэростатов;
- две сапёрных роты[5].

#### США
Армейский корпус Сухопутных войск состоит из штаба, корпусных частей и подразделений, различных служб, двух и более дивизий. При ведении боевых действий он входит в состав полевой армии (группы армий) или действует самостоятельно. На 2022 год в составе Армии США развёрнуты управления 4 корпусов: 1-й армейский, 3-й бронетанковый, 5-й армейский и 18-й воздушно-десантный.